# هجر (رواية)
الهجر  هي رواية للكاتب التنزاني عبد الرزاق قرنح صدرت عام 2005 بالإنجليزية تحت عنوان "Desertion" عن دار بلومزبري بلندن، وقد حصل بها على جائزة نوبل للآداب سنة 2021، وصدرت بالعربية سنة 2024 من ترجمة الكاتب نوف الميموني عن دار أثر للنشر والتوزيع بالسعودية في 326 صفحة.تدور أحداث الرواية في فترة الاستعمار البريطاني على الساحل الشرقي لأفريقيا، وتستعرض قصتين متوازيتين تعبران عن تجارب الحب، الانتماء، والهوية في ظل التغيرات الاجتماعية والسياسية التي صاحبت حقبة ما بعد الاستعمار. تتناول الرواية موضوعات متعددة منها الهجر والترك، التداخل الثقافي، والصراعات بين التقاليد والحداثة. عبر شخصياتها المختلفة، تستكشف الرواية تداعيات الاستعمار على الأفراد والمجتمعات، خصوصًا في زنجبار وكينيا

## ملخص الأحداث
تسرد رواية الهجر قصتين مرتبطتين عبر الزمن، تفصل بينهما نحو خمسين عامًا، مع سرد مركزي يعتمد على شخصية رشيد، الذي يروي تسعة من أصل عشرة فصول، فيما يُقتبس الفصل العاشر من دفاتر أخيه أمين. تدور الأحداث في زنجبار في أواخر خمسينيات القرن العشرين، في فترة انتقالية بين الحقبة الاستعمارية والاستقلال. رشيد هو الابن الأصغر لعائلة معلمة، أكبر إخوته أمين، يليه أختهم فريدة.
تبدأ القصة الأولى عام 1899 في بلدة ساحلية قرب مومباسا، حيث يصل الباحث البريطاني مارتن بيرس، بعد أن سرقه حمالوه الصوماليون، إلى البلدة منهكًا. يأويه حسن علي، تاجر محلي، ويشفيه بمساعدة عائلته. حسن علي، الذي يتحلى بالخوف والخرافة، يعتقد في البداية أن بيرس روح شريرة. بعد وصول المسؤول البريطاني فريدريك تيرنر، تُتهم عائلة حسن علي زورًا بسرقة ممتلكات بيرس، مما يدفع الأخير للاعتذار ويقع في حب ريهانا، أخت حسن علي، وهي من "الأقلية المعربة" في مدينة لا تزال تعاني من ذاكرة العبودية. رغم الفضيحة الاجتماعية، تعيش ريهانا مع بيرس في مومباسا وتنجب طفله، لكن بيرس يتركها في النهاية عائدًا إلى إنجلترا.
تنتقل القصة إلى نصف قرن بعد ذلك، حيث ينشأ أمين ورشيد وفريدة في زنجبار، ويتلقون تعليمًا استعمارياً. يقع أمين في حب جميلة، حفيدة ريهانا وبيرس، لكن والديه يرفضان هذه العلاقة بسبب سمعة عائلتها المرتبطة بالماضي "المشين". يُجبر أمين على قطع العلاقة، ويعيش متخوفًا من أن جميلة تعتقد أنه تخلى عنها. في المقابل، يقرر رشيد، المدفوع بشغفه بالعلم، مغادرة وطنه إلى إنجلترا، معبرًا عن شعوره بالغربة تجاه ثقافته التي وجدها خانقة ومرتبطة بـ"الطاعة الاجتماعية والدين الوسيط والكذب التاريخي". بعد الاستقلال والثورة في زنجبار، يعيش رشيد معزولاً ولا يلتقي بعائلته مرة أخرى، ويطلع على أخبار وطنه من خلال الرسائل.
في رواية هجر يبرز هروب رايا من منزلها مع طفلها كريم، ثم انتقالها إلى دار السلام حيث تتزوج من رجل آخر، تاركة كريم في رعاية والدتها. ينمو كريم ليصبح شابًا واثقًا بنفسه، ويعيد بناء علاقته مع والدته وزوجها الثري، حجي عثمان. يعود كريم إلى زنجبار بعد دراسته ليشغل منصبًا رسميًا، حيث يقع في حب فوزية، التي كانت طفلة هشة لكنها تحولت إلى شابة جميلة ومثقفة. في المقابل، يُظهر بدر، الذي أُرسل للعمل خادمًا في بيت رايا، معاناة العزلة والرفض لكنه يجد الدعم في كريم وزوجته. القصة تبرز الصراعات الطبقية والاجتماعية في زنجبار بعد الاستقلال، وتعكس أثر الهجر والاغتراب على الأفراد وعلاقاتهم.
تجمع كلتا الروايتين قصص الهجر والحنين، وتتناولان موضوعات معقدة تتعلق بالهوية، الأسرة، الحب، والمجتمع في سياقات ما بعد الاستعمار، مع استكشاف دقيق للترابط بين الأفراد والثقافات المتنوعة في شرق أفريقيا.

## الشخصيات
- رشيد الراوي الرئيسي لتسعة من أصل عشرة فصول، وهو الابن الأصغر لعائلة تعليمية في زنجبار. يسافر إلى إنجلترا لمتابعة دراساته، ويواجه صراعًا داخليًا بين هويته الأوروبية والإفريقية.[4]
- أمين شقيق رشيد الأكبر، يطمح لأن يصبح مدرسًا. يقع في حب جميلة، لكنه يُجبر على إنهاء العلاقة بسبب تحفظات عائلته على أصولها العائلية.[4]
- فريدة أخت رشيد وأمين، تعمل خياطة بعد فشلها الأكاديمي. تمثل نموذجًا للمرأة التي اضطرت للتضحية بأحلامها الشخصية لصالح مسؤولياتها العائلية.[5]
- مارتن بيرس عالم إنجليزي ومستشرق يجد نفسه مُنهكًا في بلدة قرب مومباسا عام 1899، ويُتولى رعايته بواسطة حسن علي. يقيم علاقة مع ريهانا ثم يغادرها للعودة إلى إنجلترا.[6]
- حسن علي تاجر ومؤذن محلي في كينيا، يمتاز بالخوف والخرافة. يستضيف بيرس بإيمان محدود لكنه يتعرض للظلم بعد اتهامه زورًا بالسرقة.
- ريهانا أخت حسن علي وأم جميلة، من أصول هندية–أفريقية. تعيش قصة حب مع بيرس وتتحمل تبعات فضيحة اجتماعية ودينية، وتنجب منه خارج إطار الزواج.
- جميلة حفيدة ريهانا وبيرس، تقع في حب أمين لكن العلاقة تنهار بسبب النظرة المجتمعية السلبية تجاه خلفيتها العائلية
- كريم ابن رايا، يشعر بالنبذ منذ الطفولة ويعد نفسه أن يكون أبًا مختلفًا. أصبح شابًا ناجحًا ومحبوبًا، وأعاد صلته بأمه واستقبلها في زنجبار.
- رايا أم كريم التي غادرت زوجها وتزوجت من حاجي عثمان. رغم ابتعادها عنه، تعيد التواصل مع طفلها مبصرًا، وتعيش صراعًا بين مشاعر الأمومة والقيود الاجتماعية.
- بدر شاب يتيم اعتنته عائلة رايا لكنه عومل كغريب. اتهم زورًا بالسرقة، ثم قبل في بيت كريم وعمل في فندق بفضل كرمه، مما صنع لديه فرصة جديدة.

## تيمات الرواية
تركز رواية هجر لعبد الرزاق قرنح على موضوعات متشابكة تتعلق بالهوية، الانتماء، والهجرة، حيث تستعرض الرواية تأثيرات الهجر والاغتراب على الأفراد والعائلات في شرق أفريقيا خلال فترة ما بعد الاستعمار. كما تتناول الرواية الصراعات الداخلية للشخصيات بين التقاليد الثقافية والضغوط الاجتماعية الحديثة، بالإضافة إلى العلاقات الأسرية المعقدة وتأثيرها على تكوين الذات. تبرز الرواية كذلك قضية التداخل بين الثقافات المختلفة والهوية المبعثرة في ظل تاريخ الاستعمار ومرحلة الاستقلال، مع إضفاء لمسة إنسانية على التجارب الفردية في مواجهة قوى تاريخية وسياسية واسعة النطاق

## الاستقبال النقدي
حظيت رواية هجر بتقدير نقدي واسع لما تناوله من موضوعات حساسة تتعلق بالهوية، والهجرة، والارتباط بالوطن، خاصة في سياق ما بعد الاستعمار. أشاد النقاد بأسلوب قرنح السردي الدقيق والناعم، وقدروا كيف نجح في رسم شخصيات معقدة ومتعددة الأبعاد تنسج من خلالها قصة مؤثرة عن الانتماء والاغتراب.
في مراجعة لصحيفة الغارديان، وصف مايكل فيليبس الرواية بأنها "تحفة أدبية تقدم سردًا متشابكًا بين الماضي والحاضر، حيث تتداخل العلاقات الشخصية مع التحولات السياسية والاجتماعية في شرق أفريقيا." كما أشاد بعمق الطرح الذي يتجاوز حدود القصة العائلية ليعكس تاريخًا ثقافيًا غنيًا ومعقدًا.
من جانب آخر، أبرزت مكتبة العم عارف على يوتيوب كيف تبرز الرواية "صراعات الشخصيات الداخلية في مواجهة الضغوط الاجتماعية والتاريخية، مع تصوير حساس للروابط العائلية المعقدة".
أما في الدراسات الأكاديمية، فقد تناول الباحث أحمد حسن الرواية من منظور ما بعد الاستعمار، موضحًا أن هجر تبرز "الانعكاسات النفسية والسياسية للهجرة والاغتراب، وكيف يتصارع الأفراد مع إرثهم الثقافي في ظل التغيرات الكبرى".
بشكل عام، اعتبر النقاد الرواية واحدة من أبرز أعمال قرنح التي توثق التوتر بين الفرد والمجتمع، بين الجذور والرحيل، بأسلوب سردي متقن ومؤثر

## وصلات خارجية
- مقال نقدي عن رواية "هجر" لعبد الرزاق قرنح على موقع تكوين
- مقال عن رواية "هجر" لعبد الرزاق قرنح في مجلة المجلة
- مقال عن رواية "هجر" لعبد الرزاق قرنح في العربي الجديد